# Андреј Бурка
Андреј Бурка (рум. Andrei Andonie Burcă Бакау, 15. април 1993) је румунски професионални фудбалер који игра на позицији дефанзивца у саудијском лигашу Ал Окхдуд и репрезентацију Румуније. Углавном игра као централни бек, може бити распоређен и као десни бек.
Бурка је започео каријеру у нижим дивизијама са клубовима из свог родног града Аеростар Бакау и СК Бакау, пре него што је потписао за врхунски тим Ботошана 2016. Три године касније, његова добра игра донела му је трансфер у браниоца титуле румунског шампиона КФР Клуж. Помогао је око четири домаћа трофеја током свог боравка у Клуж-Напоки, а 2023. године прешао је у иностранство у саудијски клуб Ал-Окхдуд.
Бурка је свој пуни међународни деби за Румунију имао у септембру 2019, почевши од победе над Аустријом у УЕФА Лиги нација резултатом 3-2.

## Играчка каријера

### Клубови
Рана каријера/Ботошани
Бурка је започео своју сениорску каријеру у матичном клубу Аеростар Бакау, а затим се преселио у суседни СК Бакау 2013. Дебитовао је у другом рангу румунског лигашког система 14. септембра те године, у поразу од КСМ Студентеск Јаси резултатом 0–2. 
По завршетку сезоне 2015–16, његов тим се повукао из првенства због финансијских проблема, Бурка је стога размишљао о повлачењу из фудбала и упису на колеџ.  Међутим, добио је понуду за уговоре од Форесте Сучаве и Ботошанија, а након што је потписао уговор са Ботошанијем, наставио је да фудбалску каријеру и одиграо је преко сто мечева у Лиги I у периоду између 2016. и 2019. године.
КФР Клуж
Дана 10. јуна 2019, Бурка се придружио актуелном шампиону КФР Клуж за непознату цену трансфера. Са „железничарима” је био стартер у свих осам мечева у квалификацијама за Лигу шампиона 2019/20, пошто је његов тим елиминисан у плеј-оф рунди од Славије из Прага. Такође је играо у свих осам утакмица Лиге Европе, постигавши један гол у победи од 2:0 код куће над шкотским клубом Селтиком 12. децембра.
Бурка је 3. августа 2020. освојио свој први клупски трофеј у каријери након успеха 3–1 против Универзитатее Крајове у финалном мечу румунске Лиге I. Дана 15. априла 2021. одиграна је утакмица суперкупа Румуније где су победили ФКСБ-а резултатом 4-1 после извођења једанаестераца.
Ал-Окхдуд
Бурка је 17. јула 2023. потписао једногодишњи уговор са Ал-Окхдуд-ом, који је био промовисан у Саудијску Про лигу. Медији су известили да је трансфер био вредан милион евра.

### Репрезентација
Бурка је 7. септембра 2020. забележио свој деби за репрезентацију Румуније играјући пуних 90 минута као десни бек у победи УЕФА Лиге нација у гостима над Аустријом од 3-2.
Бурка је постигао свој први међународни гол 28. марта 2023, у победи на домаћем терену над Белорусијом резултатом 2–1 у квалификацијама за Европско првенство 2024. Почео је у свих десет мечева такмичења, пошто се Румунија пласирала на завршни турнир са првог места у Групи I.
Ажурирано до утакмице одигране 26. март 2024
| Репрезентација | Година | Ута. | Голови |
| -------------- | ------ | ---- | ------ |
| Румунија       | 2020   | 4    | 0      |
| Румунија       | 2021   | 4    | 0      |
| 2022           | 7      | 0    |        |
| 2023           | 10     | 1    |        |
| 2024           | 2      | 0    |        |
| Укупно         | Укупно | 27   | 1      |

Скор и резултати наводе први зброј голова Словеније, колона са скором показује резултат након сваког Буркиног гола..
| Бр. | Датум          | Стадион                                | Противник  | Скор | Резултат | Такмичење                 |
| --- | -------------- | -------------------------------------- | ---------- | ---- | -------- | ------------------------- |
| 1   | 28. март 2023. | Национални стадион, Букурешт, Румунија | Белорусија | 2–0  | 2–1      | Квалификације за ЕП 2024. |

## Успеси

### Играчки
Клуж
- Прва лига Румуније у фудбалу: шампион 2019–20, 2020–21, 2021–22.
- Суперкуп Румуније у фудбалу: победник 2020, финалиста: 2019, 2021, 2022.

Индивидуално
- Најбоља једанаесторка прве румунске лиге :  2019–20,[17] 2020–21, [18] 2021–22[19]